# Michelle Wu
Michelle Wu (chiń. upr. 吳弭, pinyin Wú Mǐ) (ur. 14 stycznia 1985 w Chicago) – amerykańska polityczka pochodzenia tajwańskiego, burmistrz Bostonu (od 2021 roku).

## Życiorys
Wu urodziła się w 1985 roku w Chicago jako córka imigrantów z Tajwanu. Ukończyła Harvard College i Harvard Law School. Biegle posługuje się mandaryńskim i hiszpańskim..
W 2013 roku Wu – jako pierwsza Amerykanka pochodzenia azjatyckiego – została wybrana do rady miejskiej Bostonu, gdzie pracowała w latach 2014–2021 (w latach 2016–2018 była jej przewodniczącą).
Reprezentując Partię Demokratyczną, wygrała wybory na burmistrza Bostonu w 2021 roku, zdobywając 63,94% głosów.

### Życie prywatne
Jest mężatką i ma dwóch synów.